# Замарайский сельсовет
Замара́йский сельсове́т — сельское поселение в Воловском районе Липецкой области. 
Административный центр — село Замарайка.

## История
В соответствии с законом Липецкой области №114-оз «О наделении муниципальных образований в Липецкой области статусом городского округа, муниципального  района, городского и сельского поселения» от 2 июля 2004 года Замарайский сельсовет наделён статусом сельского поселения.
Постановлением восемнадцатого заседания Липецкого областного Собрания депутатов от 12.10.95 № 353-пс образованы Замарайский сельский Совет путем разукрупнения Ломигорского сельсовета.

## Население
| 2010 | 2012 | 2013 | 2014 | 2015 | 2016 | 2017 |
| ---- | ---- | ---- | ---- | ---- | ---- | ---- |
| 625  | ↘592 | ↘574 | ↘561 | ↗568 | ↘555 | ↘535 |
| 2018 | 2021 |      |      |      |      |      |
| ↗556 | ↘521 |      |      |      |      |      |

## Состав сельского поселения
| № | Населённый пункт | Тип населённого пункта       | Население |
| - | ---------------- | ---------------------------- | --------- |
| 1 | Вислый Колодезь  | деревня                      | ↘16       |
| 2 | Воронцовка       | деревня                      | ↘78       |
| 3 | Замарайка        | село, административный центр | ↘415      |
| 4 | Красный Луч      | посёлок                      | ↗8        |
| 5 | Петровское       | деревня                      | ↘30       |
| 6 | Турчаново        | село                         | ↗73       |